# Hoplacephala trixina
Hoplacephala trixina är en tvåvingeart som först beskrevs av Townsend 1926.  Hoplacephala trixina ingår i släktet Hoplacephala och familjen köttflugor. Inga underarter finns listade i Catalogue of Life.